# Спортивна гімнастика на літніх Олімпійських іграх 2024 — вільні вправи (жінки)
Змагання зі спортивної гімнастики у вільних вправах серед жінок на літніх Олімпійських іграх 2024 відбулися 5 серпня 2024 року на АккорГотелс Арені. 

## Формат змагань
Гімнастки, що посіли перші 8 місць у кваліфікаційному раунді (але щонайбільше 2 від НОК) виходять до фіналу. У фіналі вони знову мають виконати вправу, а оцінки кваліфікаційного раунду не враховуються.

## Результати

### Кваліфікація
| Місце | Гімнастка                  | Оц. скл. | Оц. вик. | Штр. | Загалом | Qual. |
| ----- | -------------------------- | -------- | -------- | ---- | ------- | ----- |
| 1     | Сімона Байлс (USA)         | 6,8      | 7,900    | -0,1 | 14,600  | Q     |
| 2     | Ребека Андраде (BRA)       | 5,9      | 8,000    |      | 13,900  | Q     |
| 3     | Джордан Чайлз (USA)        | 5,8      | 8,066    |      | 13,866  | Q     |
| 4     | Сабріна Манека-Войня (ROU) | 6,2      | 7,600    |      | 13,800  | Q     |
| 5     | Аліса Д'Амато (ITA)        | 5,6      | 8,100    |      | 13,700  | Q     |
| 6     | Оу Юйшань (CHN)            | 5,6      | 8,066    |      | 13,666  | Q     |
| 7     | Маніла Еспозіто (ITA)      | 5,7      | 7,933    |      | 13,633  | Q     |
| 8     | Ріна Кіші (JPN)            | 5,6      | 8,000    |      | 13,600  | Q     |
| 8     | Ана Барбосу (ROU)          | 5,6      | 8,000    |      | 13,600  | Q     |
| 10    | Чжан Їхань (CHN)           | 5,5      | 8,033    |      | 13,533  | R1    |
| 11    | Джулія Суарес (BRA)        | 5,4      | 8,100    |      | 13,500  | R2    |
| 12    | Джейд Барбоса (BRA)        | 5,5      | 8,000    |      | 13,500  | -     |
| 13    | Анжела Андреолі (ITA)      | 5,8      | 7,700    |      | 13,500  | -     |
| 14    | Чжоу Яцінь (CHN)           | 5,5      | 7,966    |      | 13,466  | -     |
| 15    | Еллі Блек (CAN)            | 5,6      | 7,900    | -0,1 | 13,400  | R3    |

### Фінал
| Місце | Гімнастка                  | Оц. скл. | Оц. вик. | Штр. | Загалом |
| ----- | -------------------------- | -------- | -------- | ---- | ------- |
| 1     | Ребека Андраде (BRA)       | 5,9      | 8,266    |      | 14,166  |
| 2     | Сімона Байлс (USA)         | 6,9      | 7,833    | -0,6 | 14,133  |
| 3     | Ана Барбосу (ROU)          | 5,8      | 8,000    |      | 13,700  |
| 4     | Сабріна Манека-Войня (ROU) | 5,9      | 7,900    | -0.1 | 13,700  |
| 5     | Джордан Чайлз (USA)        | 5,9      | 7,866    |      | 13,766  |
| 6     | Аліса Д'Амато (ITA)        | 5,6      | 8,100    | -0,1 | 13,600  |
| 7     | Ріна Кіші (JPN)            | 5,7      | 7,566    | -0,1 | 13,166  |
| 8     | Оу Юйшань (CHN)            | 5,6      | 7,700    | -0,3 | 13,000  |
| 9     | Маніла Еспозіто (ITA)      | 5,7      | 6,533    | -0,1 | 12,133  |

### Протести
Під час змагань були подані два протести щодо оцінки:
1. Румунська федерація – щодо необґрунтованого зняття 0,1 бала за вихід за килим гімнастки Сабріни Манека-Войні. Протест відхилено.
2. Американська федерація – щодо оцінки за складність гімнастки Джордан Чайлз, після перегляду якого оцінка була підвищена на 0,1 бала до 13,766 бала, що гарантувало останній бронзову нагороду.

Була проведена церемонія нагородження Ребеки Андраде (золото), Сімони Байлз (срібло) та Джордан Чайлз (бронза).
Федерація гімнастики Румунії не погодилась з рішенням щодо остаточних результатів змагань та звернулась до Спортивного арбітражного суду щодо двох питань:
1. Зняття збавки 0,1 бала з гімнастки Сабріни Манеки-Войні.
2. Несвоєчасної подачі протесту американської федерації щодо оцінки за складність гімнастки Джордан Чайлз.

Спортивний арбітражний суд після розгляду скарги виніс рішення, що американська федерація несвоєчасно звернулась щодо перегляду оцінки гімнастки, тому в остаточному протоколі оцінка Джордан Чайлз має залишатися 13,666 балів, а також відхилив вимогу зняти збавку в 0,1 бала з Сабріни Манека-Войні. Таким чином, в остаточному протоколі третю позицію має зайняти спортсменка з Румунії Ана Барбосу, якій мають вручити бронзову нагороду, позбавивши її Джордан Чайлз. 